# TBN 차차차 (부산)
 TBN 차차차는 TBN 부산교통방송(FM 94.9MHz)에서 평일 낮 12시 05분부터 낮 1시 55분까지 방송했던 부산권 지역의 라디오 음악 프로그램이다. 2022년 12월 30일 자로 25년만에 폐지되었다.

## 코너

### 매일 코너
- 트로트가 떴다! 어서옵쇼 라이브쇼! 수시 진행 - 보이는 라디오로 함께 합니다!
- 차차차 주유소 퀴즈 - 주유소 알바생 허할배와 함께 풀어보는 재미난 퀴즈!
- 즉석 전화데이트 - 청쥐자 전화데이트

### 요일별 코너
- (월) 먹킷리스트 : 먹방맨 황규인과 함께 음식 이야기
- 신청곡을 들려드려요 : 가수 김소연의 신청곡 릴레이
- (화) 불멸의 가요 : 대중음악평론가 박성건!씨와 함께 불멸의 명곡을 소개
- (수) 차차차 건강지킴me : 김민정 리포터
  - 오메기 쇼타임 : 신인가수 오메기와 함께
- (목) 위클리카 : 고정식 기자와 함께하는 한주의 자동차 트렌드, 이슈 및 흥미로운 자동차 이야기 
  - 트로트가 떴다 : 트로트 시대! 트로트 인기가수 초대해 라이브와 얘기를 나누는 시간
- (금) 필환경 차차차: 환경 크리에이터 쓰줍남
  - 동네방네 노래자랑 : 가요강사협회 이경 회장과 청취자 노래